# Maarten J. M. Christenhusz

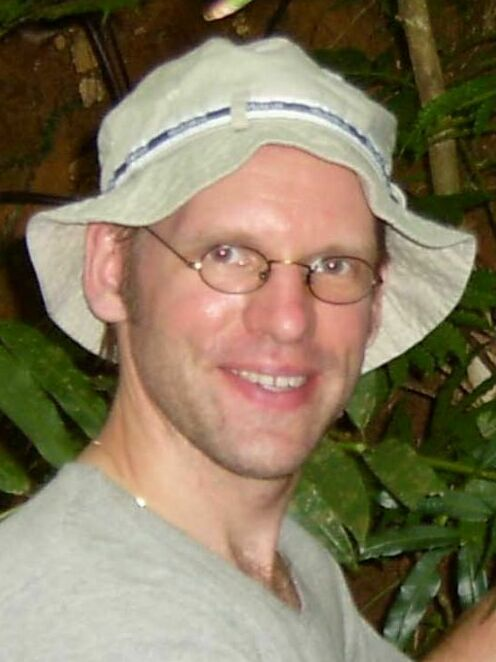
Maarten J. M. Christenhusz

Maarten Joost Maria Christenhusz (* 27. April 1976 in Enschede) ist ein niederländischer Botaniker, Naturhistoriker und Pflanzenfotograf. Seine Forschungsschwerpunkte sind die Taxonomie und die Phytogeographie, insbesondere von Farnen. Sein botanisches Autorenkürzel lautet „Christenh.“

## Leben
Christenhusz studierte von 1995 bis 2001 Biologie an der Universität Utrecht, wo er seinen Bachelor- und Masterabschluss erlangte. Ab 2002 folgte ein Doktoratsstudium an der Universität Turku in Finnland, wo er 2007 mit der Dissertation Evolutionary history and Taxonomy of Neotropical marattioid ferns: studies of an ancient lineage of plants unter der Leitung von Hanna Tuomisto zum Ph.D. promoviert wurde. Anschließend arbeitete er zwei Jahre lang am Natural History Museum in London als Forschungsassistent am Florenwerk Flora Mesoamericana mit, bevor er nach Finnland zurückkehrte und eine Stelle am Luonnontieteellinen keskusmuseo in Helsinki antrat.
Seit dem Jahr 2000 ist Christenhusz als Pflanzensammler tätig, wobei er rund 30 verschiedene Länder (u. a. Belgien, Gibraltar, Vereinigtes Königreich, Finnland, Brasilien, Chile, Französisch-Polynesien, Guatemala, Mexiko, Kenia, Puerto Rico, Jamaika, Peru, Suriname, Philippinen, Thailand, Vietnam, Kambodscha, Tunesien und Türkei) besuchte. Er hat zahlreiche neue Arten beschrieben, viele davon aus der Familie Marattiaceae. Christenhusz war Mitglied der Angiosperm Phylogeny Group, wo er für die Klassifikation APG IV mitverantwortlich ist. Seine Forschungen konzentrieren sich häufig auf Farne, aber auch auf Bedecktsamer und Nacktsamer, sowie auf endemische und invasive Arten auf Inseln. Hinsichtlich des letztgenannten Themas war er beispielsweise im Jahr 2008 Mitautor des Artikels Giants invading the tropics: the oriental vessel fern, Angiopteris evecta (Marattiaceae), der im Fachjournal Biological Invasions veröffentlicht wurde. 2009 initiierte Christenhusz die pflanzentaxonomische Zeitschrift Phytotaxa, die beim neuseeländischen Verlag Mapress erscheint. Er ist außerdem Experte für die Pteridophyta im Botanical Journal of the Linnean Society, bei dem er auch als Mitherausgeber fungiert.
Christenhusz war von 2009 bis 2019 Präsident der International Association of Pteridologists.

## Dedikationsnamen
Mark W. Chase und Michael F. Fay widmeten ihm 2013 die Farnart Dorstenia christenhuszii aus Kenia nach Christenhusz, der 2012 das Typusexemplar gesammelt hatte.

## Schriften (Auswahl)
- Evolutionary history and taxonomy of Neotropical marattioid ferns: Studies of an ancient lineage of plants (= Annales Universitatis Turkuensis Band 216). Turku 2007 (PDF) – Dissertation.
- Giants invading the tropics: the oriental vessel fern, Angiopteris evecta (Marattiaceae). In: Biological Invasions. Band 10, Nr. 8, 2008, S. 1215–1228 (doi:10.1007/s10530-007-9197-7) – mit Tuuli K. Toivonen.
- Plants of the world. An illustrated encyclopedia of vascular plants. Kew / Chicago 2017 (Digitalisat) – mit Mark W. Chase und Michael F. Fay.